# 曽根崎川
曽根崎川（そねざきがわ）は、大阪府大阪市北区・福島区にかつて存在した河川である。別名は蜆川（しじみがわ）。

## 概要

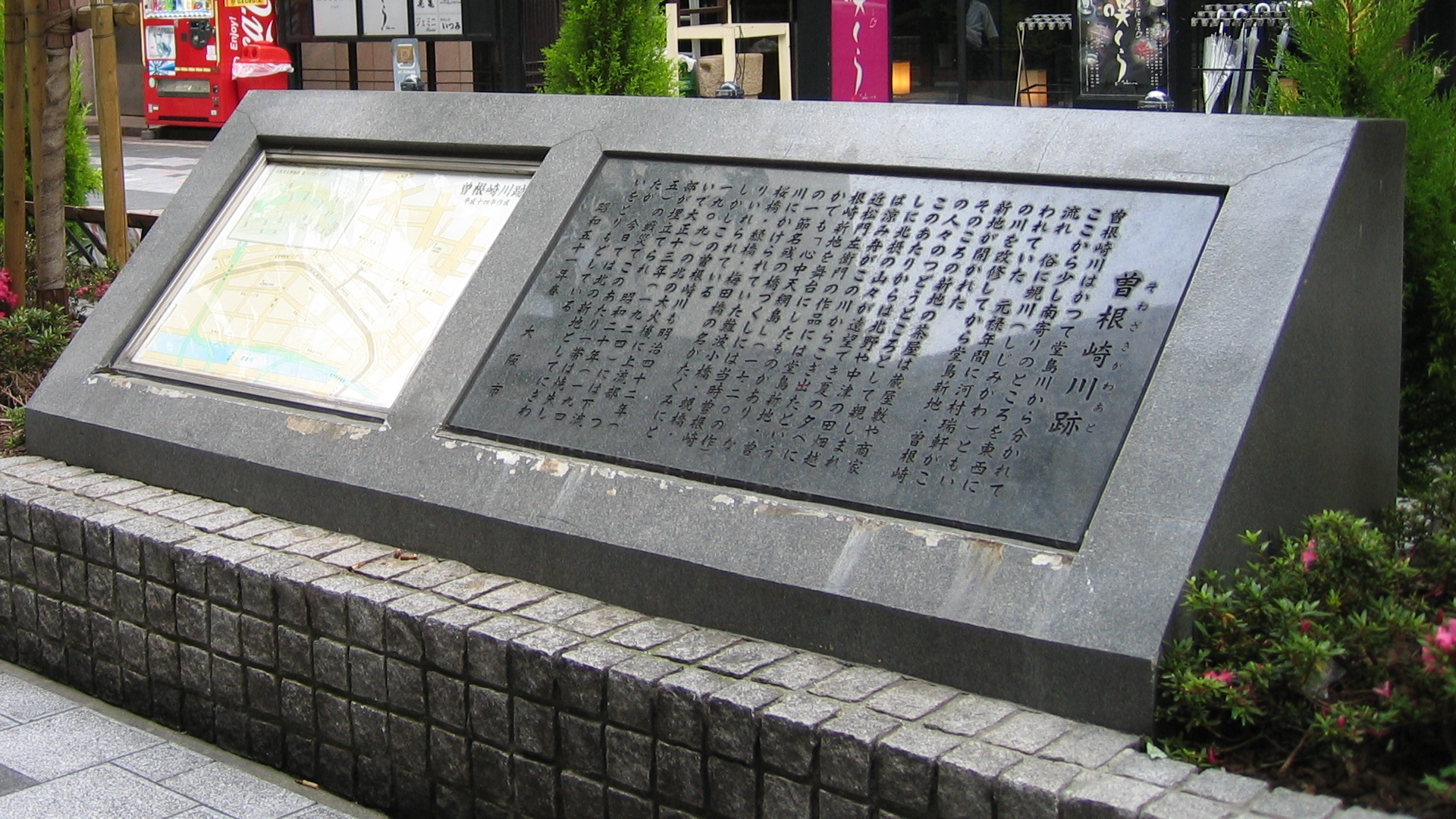
曽根崎川の碑

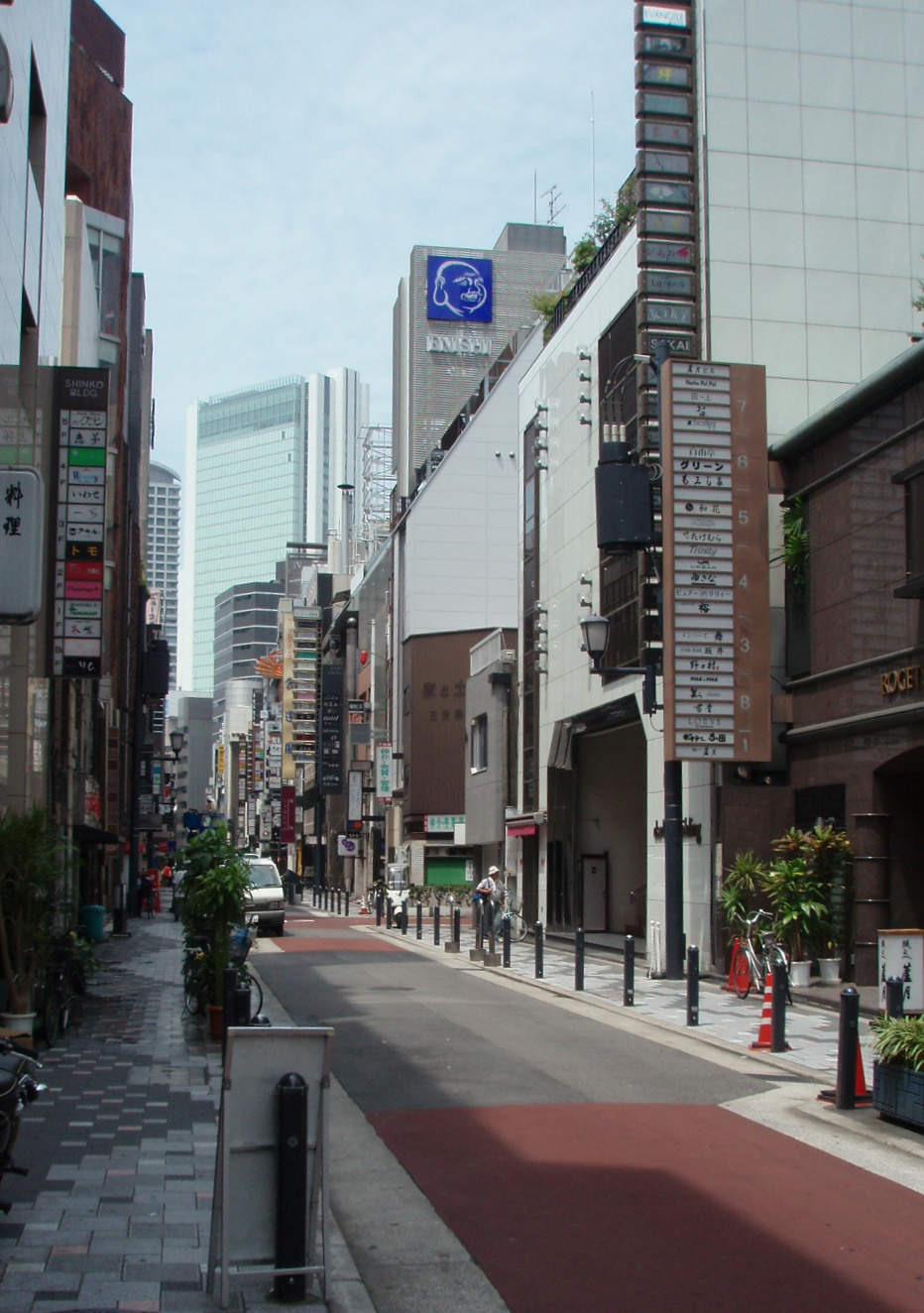
新地本通
（左側が曽根崎川跡を含む街区）

堂島川の水晶橋 - 大江橋間より北へ分岐し、北新地の新地本通と堂島上通の間を西流、ほたるまちや関西電力病院の北を通り、堂島大橋 - 船津橋間で再び堂島川に合流していた。
別名の蜆川の呼称は、堂島蜆が多く取れたことに由来する、或いは改修が繰り返されて川幅が縮んだので「ちぢみ川」から転訛したとも言われている。

## 歴史
貞享・元禄年間に河村瑞賢によって河川改修が行われ、1685年（貞享2年）に堂島新地（左岸）、1708年（宝永5年）に曽根崎新地（右岸）が拓かれ、米市場や歓楽街として発展。近松門左衛門の『曾根崎心中』や『心中天網島』にも登場する。1909年（明治42年）に北の大火（天満焼け）が発生した際に、瓦礫の廃棄場所となって緑橋（梅田入堀川）より上流側が埋め立てられ、1924年（大正13年）には下流側も埋め立てられて消滅した。

## 架かっていた橋
上流から
- 難波小橋
- 蜆橋 - 御堂筋・梅新南交差点
- 曽根崎橋
- 桜橋 - 四つ橋筋
- 助成橋
- 緑橋
- 梅田橋 - 堂島3交差点
- 浄正橋 - なにわ筋・上天神南交差点
- 汐津橋
- 堂島小橋 - あみだ池筋・堂島大橋北詰交差点